# 1728 у літературі

## Події
- В Коїмбрському університеті завершено будівництво Бібліотеки Жуаніна.

## Книги

### П'єси
- «Кохання у різних масках» (англ. «Love in Several Masques») — комедія Генрі Філдінга.
- «Опера жебрака» (англ. The Beggar's Opera) — баладна опера Джона Гея.

### Поезія
- «Дунсіада» (англ. «The Dunciad») — поема Александера Поупа.

## Народились
- 9 січня — Томас Вортон, англійський історик літератури, критик, поет.
- 14 вересня — Мерсі Отіс Воррен, американська письменниця.
- 10 листопада — Олівер Ґолдсміт, англомовний ірландський есеїст, поет, прозаїк, драматург.

## Померли
- 12 лютого — Коттон Мезер, американський проповідник, письменник, памфлетист.
- 23 вересня — Християн Томазій, німецький філософ, юрист, видавець.